# تغرمين (تيدلي)
تغرمين هو دُوَّار يقع بجماعة تدلي فطواكة، إقليم أزيلال، جهة بني ملال خنيفرة في المملكة المغربية. ينتمي الدوّار لمشيخة تيدلي التي تضم 18 دوار. يقدر عدد سكانه بـ 112 نسمة حسب الإحصاء الرسمي للسكان والسكنى لسنة 2004.

## روابط خارجية
- البوابة الوطنية للجماعات الترابية نسخة محفوظة 12 مارس 2018 على موقع واي باك مشين.
- المندوبية السامية للتخطيط